# Sarmatia mikani
Sarmatia mikani là một loài bướm đêm trong họ Erebidae.